# Англия
Вижте пояснителната страница за други значения на Англия.
А̀нглия (на английски: England) е най-голямата по територия и население съставна страна на Обединено кралство Великобритания и Северна Ирландия. Тя заема южните две трети от остров Великобритания. На север граничи с Шотландия, а на запад с Уелс, също части на Обединеното кралство. Останалите граници са морски – със Северно море, Ирландско море, Атлантическия океан и Ла Манш. Населението на Англия е над 83% от общото население на Обединеното кралство. Главен град на Англия е Лондон, най-големият град на Британските острови и столица на Обединеното кралство.

## География

### Столица
Лондон, освен столица на Англия и Обединеното кралство, е и световен финансов и политически център, както и една от световните столици, диктуващи тенденциите в модата, теченията в музиката и изкуствата. Населението на Лондон е около 7 388 000 души (2003). През Лондон тече река Темза, над която са построени множество мостове. Най-известният сред тях е Тауър Бридж, построен през XIX век до Лондонската кула (Тауър), откъдето носи и името си.

## Административно деление
Административното деление на Англия има доста сложна структура. Цялата територия на страната е разделена на девет региона, а всеки регион – на графства. Графствата могат да бъдат метрополни графства (урбанизирани територии) или селски графства, както и да включват една или няколко унитарни единици. Метрополните и селските графства имат двустепенна система на управление – на ниво графство (по-високо) и на ниво община (по-ниско), като общините обединяват няколко селища (или са отделни градски райони в случая на метрополните графства). Унитарните единици са самоуправляващи се и имат едностепенно управление. На най-ниско административно ниво са гражданските енории, но те съществуват като местни органи на управление само на отделни места. Освен посочените административни графства в Англия съществуват и 48 церемониални графства, свързани с представителните функции на кралската власт. През вековете са съществували и исторически графства, което още повече усложнява ориентирането.
Съвременната административна система е достигнала до този си вид след серия от реформи, започнали със законодателни актове през 1965 и 1974 г.

## Култура
Английските философи оказват голямо влияние на идеите, зародили се в Западна Европа през Ренесанса.

### Хуманизъм
В края на XV век и началото на XVI век, в Англия се появяват под ренесансово влияние идеите за хуманизъм. В страната активно действат групи от писатели-хуманисти, видни философи, надграждащи над античното своите шедьоври в обществено-политическите разбирания и литературните творби. Философията на хуманистите била, че общественото благо зависи от просвещението, на което човек трябва да се посвети, и възпитава в себе си, за да бъде добър и достоен гражданин. Ранни центрове на този хуманизъм станали университетите в Оксфорд и Кеймбридж. Към групата от оксфордските университетски учени могат да бъдат причислени Томас Мор и Еразъм Ротердамски.

### Пуританство
През XVII век е създадено и пуританското движение. Могъща идейна опора пуританите намират в Библията, в преводно издание, което нелегално е пренесено от Женева и разпространено в Англия през 60-те и 70-те години на XVI век. През 1613 г. преподаватели и възпитаници на Кеймбриджкия университет правят нов превод на Библията, който изиграва голяма роля в развитието на културния живот на Англия. Той дава възражения и аргументи, препоръки и примери, богат свят от образи, вдъхновяващи не толкова литературата и поезията, колкото политическата публицистика. Това се превърнало в истинско оръжие и опозиция срещу абсолютния режим на династията на Стюартите.
Пуританите се противопоставяли на традиционните увеселителни развлечения в Англия. В края на 70-те години на XVI век те протестират срещу театъра. Борбата срещу „греховното зрелище“ достига кулминацията си през 30-те години на XVII век – пуританите започват да разбиват църковните витражи и статуи, защото са против ритуалите и лукса. Пуританството съдържа в себе си идеи за ново съзнание, което го противопоставя на абсолютизма и феодалния строй.